# オランダ対ウルゲンダ財団
オランダ国対ウルゲンダ財団（オランダ語：De Staat der Nederlanden v. Stichting Urgenda、英：State of the Netherlands v. Urgenda Foundation）は、2019年にオランダ最高裁判所で審理された、政府による二酸化炭素排出抑制の取り組みに関する裁判である。

## 解説
この裁判は2013年にオランダ政府に対して起こされた。原告はウルゲンダ財団 (Urgenda Foundation) で、政府が科学者たちが有害な気候変動を避けるために設定した最低限の二酸化炭素排出削減目標を達成しないことで、オランダ国民の人権を国内法およびヨーロッパ連合（EU）の法律に基づいて危険にさらしていると主張した。
初回の判決は2015年で、政府に対して1990年のレベルから2020年までに25%削減するという排出目標を達成するよう求め、その後の上訴審でも最高裁判所がこれを維持し、排出の削減がオランダ政府による人権保護のために必要であると確認した。これは、人権の観点から気候変動の問題に対抗して政府に対して提起された最初のような不法行為（tort）訴訟であり、最初の成功した気候変動訴訟である。

## 背景
国際連合気候変動対策パネル（IPCC）は2007年と2014年にそれぞれIPCC第4次評価報告書とIPCC第5次評価報告書を発表した。これらの報告書は、他の発見の中でも、2030年までに二酸化炭素排出量を大幅に削減する必要性を強調した。EUは全加盟国に対して、1990年のレベルから2030年までに40%削減するという目標を設定し、これは2016年のパリ協定で全世界に同様の目標が設定される前のことであった。各加盟国は、オランダを含む、この目標を達成するためにパリ協定に先立って自国レベルの政策を策定する義務があった。
オランダは、その国土の大部分が海面あるいは海面以下に位置しており、海面上昇による影響を大いに受けるため、気候変動の制限に積極的に取り組む国として一般的に認識されていた。しかし、2010年代になると、活動家たちは政府が再生可能エネルギーに対してより伝統的な化石燃料産業を優先するようになったと主張し、国としての気候変動への取り組みが後退し始めた。
ウルゲンダ財団は、2008年に設立された、886名のオランダ市民の利益を代表する気候活動家グループである。彼らはIPCCの評価報告書や他の気候変動報告書に注目している。また、弁護士であるロジャー・コックスが2010年の著書「Revolution Justified: Why Only the Law Can Save Us Now」で政府による気候変動対策を追求する可能性のある道筋、すなわち政府が排出を削減し気候変動を防止することに失敗することにより人権が侵害されるという気候正義の概念について議論していた。ウルゲンダは、オランダ政府に対して2020年までに二酸化炭素の排出量を40%削減することを約束するよう求める手紙を書いた。この手紙はIPCCの評価などの最近の報告に言及するだけでなく、オランダ政府がEUの政策に基づく人権を保護するために排出量を削減する義務があるとも訴えた。これは、気候変動に向けた政府のアクションを求める際にEUの人権法を利用した最初の事例とされている。

## 地方裁判所
Urgendaは2013年9月に国家を訴え、オランダおよびEU法に基づき、2030年までに二酸化炭素排出量を40%削減するか、最低でも2020年までに25%削減する必要があると主張しました。[7] Urgendaの訴えは、政府が国内のすべての二酸化炭素排出量を管理する責任があり、気候変動への国の貢献を削減する法的義務があると主張していました。[6]
最初の公聴会は、2015年4月にハーグの地方裁判所で開かれました。[3] 地方裁判所は2015年6月にUrgendaの有利な判決を下し、オランダ政府は1990年の水準から2020年までに二酸化炭素排出量を25%削減する必要があると命じました。裁判所は、2010年以前には、国家は2020年までに30%の削減を計画していたが、2010年以降、その目標を14–17%に下げたと指摘しました。国家がオランダの二酸化炭素排出量の純寄与が他の主要国と比べてそれほど重要でないと主張していたにもかかわらず、裁判所は「国家は、世界的な気候問題の解決がオランダの努力だけに依存しないという議論の背後に隠れるべきではない。排出量の任意の削減は危険な気候変動の防止に貢献し、先進国としてオランダはこれを主導すべきである」と判決で述べました。[8] この判決は、オランダ政府が法的に排出量を削減し、人命を守る義務があると断言しました。そして、25%の削減に関連するコストが不当に高いわけではないとも述べました。裁判所は、立法過程を尊重することに懸念を示し、IPCCおよび他の報告書が先進国にとって危険な気候変動を防ぐために可能であると見積もった最低限の25%を要件としました。[6]